# 5658 (année hébraïque)
5658 (hébreu : ה'תרנ"ח , abbr. : תרנ"ח) est une année hébraïque qui a commencé à la veille au soir du 27 septembre 1897 et s'est finie le 16 septembre 1898. Cette année a compté 355 jours. Ce fut une année simple dans le cycle métonique, avec un seul mois de Adar. Ce fut la seconde année depuis la dernière année de chemitta.

## Calendrier
Ce calendrier hébraïque de l'année 5658 donne les correspondances avec les dates du calendrier grégorien.
Le premier nombre dans chaque case correspond au jour du mois hébraïque. Les jours en couleurs sont des jours remarquables juifs .
| ◄◄ | 5658 | ►► |

## Naissances
- Golda Meir

## Décès
- Yehoshua Leib Diskin
- Samuel Mohaliver

5653 - 5654 - 5655 - 5656 - 5657 - 5658 - 5659 - 5660 - 5661 - 5662 - 5663